# Armenia (Antioquia)
Armenia, a volte chiamato Armenia Mantequilla per distinguerlo dall'omonimo comune del dipartimento di Quindío, è un comune della Colombia facente parte del dipartimento di Antioquia.
Il centro abitato venne fondato da Pedro Betancur, Joaquín Mejía e Manuel Solórzamo nel 1868, mentre l'istituzione del comune è del luglio 1894.